# Paramount Park

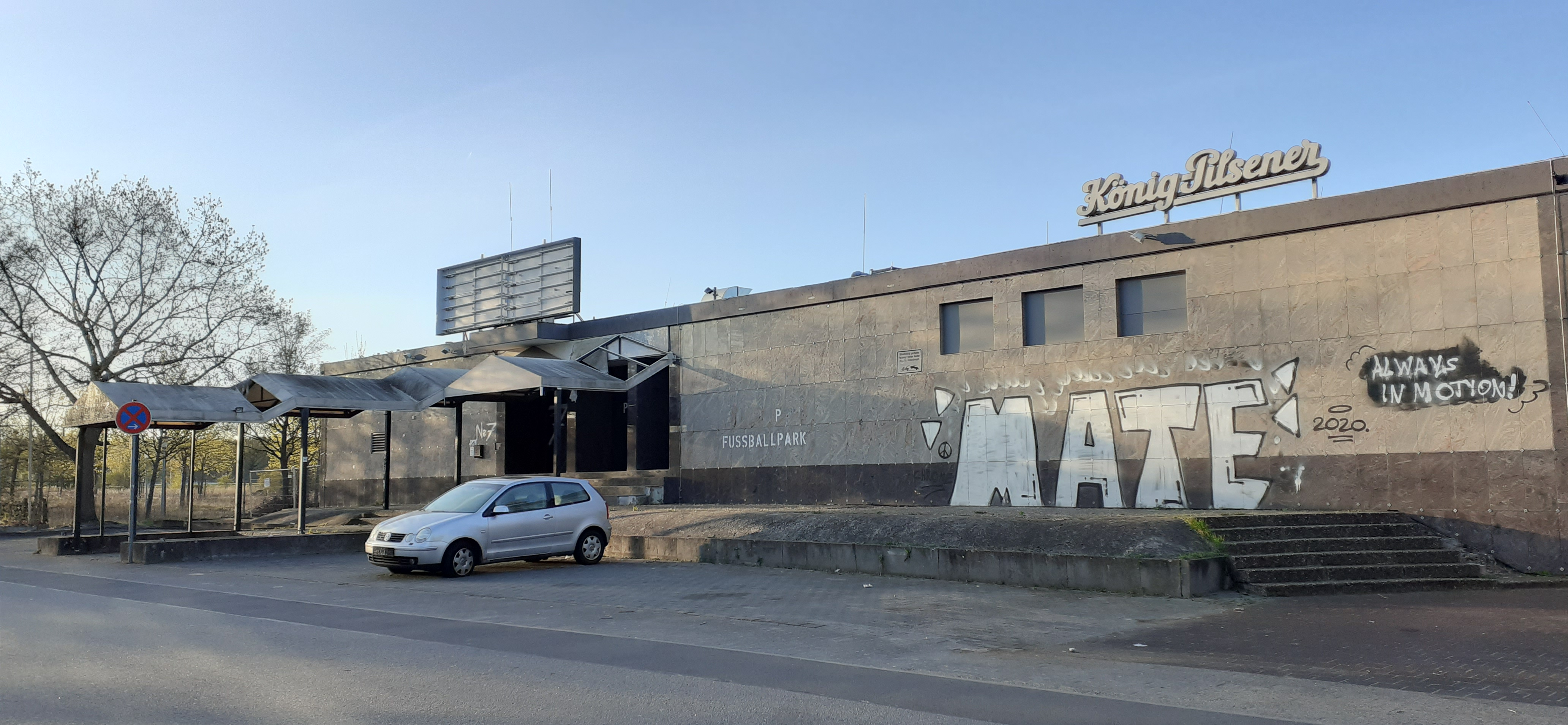
Der Paramount Park im Jahr 2022

Der Paramount Park in Rödermark (Hessen) war die ehemalige Eissporthalle Rödermark und anschließend neun Jahre lang eine der bekanntesten deutschen Großraumdiskotheken mit einer Gesamtgröße von 3.200 Quadratmetern. Im Paramount Park fanden von Oktober 1993 bis zur Schließung im Oktober 2002 regelmäßig Techno-Großevents mit bekannten DJs statt. Diese Veranstaltungen wurden teilweise auch von hr3, Radio RPR und Sunshine live übertragen. Die hr3 Clubnight wurde auch bei diversen Events aus dem Paramount Park live übertragen.

## Künstler
Westbam, Marusha, Torsten Fenslau+, Ulli Brenner, Rick Air, Michael Hennes, RMB, Kai Tracid, Tillmann Uhrmacher+, Cosmic Gate, Hennes & Cold, Scot Project, Warmduscher, DJ Mind-X, FMF Greg, Pulsedriver, DJ Wag/Uwe Wagenknecht, Dany Lemon. 

## Die Disco bis 2002
Der Paramount Park war in mehrere Bereiche unterteilt: Mirage (großer Club), Cotton Club (kleiner Club) und diverse Bar- und Bistrobereiche (z. B. Hollywood Cafe). Bezeichnend für die Diskothek war die circa zwei Meter tiefer gelegene Tanzfläche im Mirage, welche mit Aluminiumplatten bedeckt war und die fünfminütige Lasershow – manchmal sogar mit Feuerwerk – welche immer um Mitternacht abgehalten wurde. An den Außenseiten der Tanzfläche befanden sich in luftiger Höhe vier Tanzpodeste. Gegenüber der geräumigen DJ-Kanzel befand sich eine Bühne, auf der das Feuerwerk gezündet wurde – diese konnte nach dem Feuerwerk ebenfalls als Tanzbühne genutzt werden. Über der Bühne befand sich die Laseranlage. Die Musikanlage zu Anfangszeit stammte von der Firma Eichler und wurde im Laufe der Jahre durch eine JBL-Anlage ersetzt.

## Schließung und Umbau
Nach der Schließung wurde der Paramount Park umgebaut und in zwei Bereiche unterteilt, das SoundZ und das Maximum. Die größte bauliche Veränderung war das Ausfüllen der Tanzfläche mit Beton, um eine ebenerdige Tanzfläche zu schaffen. Die Musikrichtung wechselte aus dem elektronischen Bereich in den HipHop-Bereich über. Erst durch den Technoclub erhielt im Jahr 2006 wieder die elektronische Musik Einzug in den Park. Vom 17. März bis 16. Juni 2006 fanden insgesamt vier Technoclub-Veranstaltungen im SoundZ statt.

## Großbrand und Folgezeit
Im Sommer 2006 wurde das SoundZ erneut für Umbaumaßnahmen geschlossen. Es entstand der Club Cambaz (hinten) und das Nachtlicht (vorne). Am zweiten Weihnachtstag brach gegen 22 Uhr ein Großbrand im hinteren Teil der Halle aus. Trotz sofortigen Einsatzes der Feuerwehr – welche direkt schräg gegenüber dem Park gelegen ist – war der hintere Teil der Halle nicht mehr zu retten. Die Feuerwehr ließ die Halle kontrolliert abbrennen, der vordere Teil blieb verschont.
Nach kurzen Renovierungsarbeiten wurde der vordere Teil unter dem Namen Nachtlicht wieder eröffnet, zum 1. April 2008 wieder geschlossen, um kurz darauf unter dem neuen Namen Barcode Lounge erneut zu öffnen. Seit Beginn des Jahres 2009 firmiert der Club als Eventlocation wieder unter dem Namen Nachtlicht. Der reguläre Diskobetrieb wurde eingestellt, stattdessen besteht nun die Möglichkeit, das Nachtlicht für private Anlässe zu mieten.
Der Name Paramount Park bezeichnet selbst heute noch die Überreste der Halle.
Am 1. Oktober 2010 wurde nochmals ein Discobetrieb in den Gebäuden unter dem Namen Paramount Suite aufgenommen, aber kurze Zeit später erneut wieder eingestellt.
Vom 16. Oktober 2011 an wurde die Diskothek DejaVue in einem Teilbereich des Gebäudes betrieben, später war dort der "Voices Club" angesiedelt.
Im Jahre 2015 gab es Pläne zur gänzlichen Umgestaltung des Platzes. Die Ruine sollte abgerissen und ein Wohn-Gewerbe-Park errichtet werden.
Im Jahre 2019 wurden weitere Pläne bekannt: Das Unternehmen Frank Immobilien aus Rödermark will einen mehrflügeligen Gebäudekomplex mit rund 9600 Quadratmetern Fläche und dem Schwerpunkt Wohnen errichten.
Im August 2020 kam es im Paramount Park kurz hintereinander zu zwei Feuerwehreinsätzen nach Bränden. Die Polizei ermittelte wegen Brandstiftung.
Derzeitiger Betreiber und Inhaber der Marke ist die Firma GAM Events in Dreieich.

## Großevents (Auszug)
- Rhein Main Alarm
- Rhein Main Alarm 2
- Rhein Main Alarm 3
- Rhein Main Alarm 4
- Rave against the Carnival
- Ceremonia
- Club Sounds Release Party (mit Tillmann Uhrmacher und Dany Lemon)
- verschiedene Geburtstagsfeiern diverser DJs

Die Discothek konnte zudem für Firmenfeiern gebucht werden.

## Fernsehevents
Am 11. Oktober 2003 fand ein Konzert der Castingband Overground aus der TV Show Popstars – Das Duell (ProSieben) im SoundZ statt.

## Veranstaltung mit dem Namen
Im Rahmen einer Veranstaltungsserie wurde an den Paramount Park angeknüpft:
- Am 16. Juni 2018 fand die erste einer Veranstaltungsserie Paramount Park Revival Party 1.0 in der Centralstation (Darmstadt) statt. Mit dabei waren die bekannten Resident DJs Ulli Brenner, Michael Hennes und Rick Air.
- Die offizielle Paramount Park Revival Party 2.0 fand am 16. März 2019 in der Centralstation (Darmstadt) statt. Dort waren die DJs Rick Air, Michael Hennes und Uwe Wagenknecht an den Turntables.
- Am 21. September 2019 fand die Paramount Park Revival Party 3.0 in der Centralstation (Darmstadt) statt. Diesmal waren die DJs Rick Air, Michael Hennes und The Prophet dabei.